# Seslav
Seslav (bulgariska: Сеслав) är ett distrikt i Bulgarien.   Det ligger i kommunen Obsjtina Kubrat och regionen Razgrad, i den nordöstra delen av landet, 280 km nordost om huvudstaden Sofia.
Trakten runt Seslav består till största delen av jordbruksmark. Runt Seslav är det ganska glesbefolkat, med 48 invånare per kvadratkilometer.